# ۹۸۲ (خورشیدی)
۹۸۲ نهصد و هشتاد و دومین سال هجری خورشیدی است.